# Lịch sử người Mỹ gốc Á
Lịch sử người Mỹ gốc Á là lịch sử của các nhóm dân tộc và chủng tộc ở Hoa Kỳ là người gốc châu Á. Spickard (2007) chỉ ra rằng "Người Mỹ gốc Á là một khái niệm được giới thiệu vào những năm 1960 để chỉ nhóm những người Mỹ gốc Hoa, Nhật Bản và Philippines cho các mục đích về chiến lược chính trị. Ngay sau đó, các nhóm gốc Á khác, chẳng hạn như Hàn Quốc, Việt Nam, Ưu Miền, Hmong và Nam Á đã được thêm vào."
Nhiều người Trung Quốc, Nhật Bản và Philippines nhập cư Mỹ, đến làm lao động phổ thông với số lượng đáng kể từ năm 1850 đến năm 1905 và phần lớn định cư ở Hawaii và California. Trong khi đó, nhiều người Việt Nam, Campuchia và Hmong đến Mỹ tị nạn sau Chiến tranh Việt Nam. Bất chấp sự khác biệt về quá khứ, các nhóm người châu Á này thường được nhìn nhận chung vào một khuôn khổ khi nói đến lịch sử người Mỹ gốc Á.
Từ năm 1965, các mô hình nhập cư thay đổi đã dẫn đến tỷ lệ người nhập cư châu Á có trình độ học vấn cao vào Hoa Kỳ ngày càng tăng. Hình ảnh thành công này thường được gọi là huyền thoại "thiểu số kiểu mẫu". Để biết tình trạng hiện tại của nhóm người này, hãy đọc bài Người Mỹ gốc Á.

## Sự thù địch với dân nhập cư
Người Trung Quốc đến bờ Tây nước Mỹ với số lượng vào những năm 1850 và 1860 để làm việc trong các mỏ vàng và ngành đường sắt. Họ gặp phải sự phản đối rất mạnh mẽ, thậm chí là bạo lực, các cuộc tấn công buộc họ phải rời khỏi các mỏ vàng.
Công ty Đường sắt Trung tâm Thái Bình Dương đã thuê hàng ngàn người nhập cư Trung Quốc, nhưng sau khi công trình hoàn thành vào năm 1869, công ty đã đuổi họ khỏi các thị trấn đường sắt ở các bang Wyoming và Nevada.
Hầu hết họ rời đi, tập trung sống ở những nơi mà sau này gọi là các khu phố Tàu, vốn là những góc nhỏ trong các thành phố lớn mà cảnh sát hầu như không để ý đến. Cái nhìn tiêu cực tương tự cũng xảy ra với những người châu Á di cư đến Mexico và Canada.
Người Nhật đến Mỹ với số lượng lớn từ năm 1890 đến năm 1907, nhiều người đến Hawaii (lúc này vẫn là một quốc gia độc lập), và số khác đến Bờ Tây. Sự thù địch đối với người Nhật tăng lên rất cao ở Bờ Tây. Hawaii là một xã hội đa văn hóa, tuy nhiên người dân tại đây ngờ vực người Nhật như các nhóm sắc tộc thiểu số khác. Người Nhật trở thành nhóm sắc dân lớn nhất vào năm 1910, sau đó nắm quyền kiểm soát chính trị Hawaii vào thập niên 1950. Nhiều người Nhật ở Bờ Tây nước Mỹ (cũng như Canada và Mỹ Latin) đã bị cưỡng chế chuyển đi hoặc bị giam giữ trong Thế chiến thứ hai, nhưng rất ít ở Hawaii tại Trại giam Honouliuli.

## Lược sử
Các mốc thời gian quan trọng trong lịch sử người Mỹ gốc Á:

### Thế kỷ 16
- 1587, những người Philippines từ Đảo Luzon đến Vịnh Morro, San Luis Obispo, California trên con tàu Nuestra Señora de Esperanza dưới sự chỉ huy của Thuyền trưởng người Tây Ban Nha Pedro de Unamuno.[2]
- 1595, các thủy thủ Philippines trên chiếc tàu galleon San Agustin của Tây Ban Nha do Thuyền trưởng Sebastian Rodriguez Cermeno chỉ huy đến bờ biển Point Reyes bên ngoài vùng Vịnh.[3]

### Thế kỷ 17
- 1635, cụm từ "Đông Ấn" được xuất hiện lần đầu ở Jamestown, Virginia.

### Thế kỷ 18
- 1763, người Philippines lập khu định cư nhỏ ở Saint Malo, vịnh Louisiana, sau khi chạy trốn khỏi sự ngược đãi trên các con tàu Tây Ban Nha. Nhóm người này được gọi là những người Manilamen. Vì không có phụ nữ Philippines nào đi cùng, họ đã kết hôn với người Cajun và phụ nữ Mỹ bản địa.[4]
- 1778, các thủy thủ Trung Quốc lần đầu tiên đến Hawaii. Nhiều người trong số họ định cư và kết hôn với phụ nữ Hawaii.[5]
- 1785, các thủy thủ Trung Quốc trên một con tàu của Mỹ đến Baltimore.[6]

### Thế kỷ 19
- 1815, những người Philippines làm nghề đánh bắt tôm và buôn lậu ở Louisiana phục vụ dưới quyền Tướng Andrew Jackson của quân đội Mỹ trong Chiến tranh năm 1812, họ cũng là xạ thủ pháo binh trong Trận New Orleans.
- Những năm 1820, người Trung Quốc (chủ yếu là thương gia, thủy thủ và sinh viên) bắt đầu nhập cư qua đường thương mại hàng hải Trung-Mỹ.
- 1841, thuyền trưởng Whitfield, chỉ huy một tàu săn cá voi của Mỹ ở Thái Bình Dương, giải cứu 5 thủy thủ Nhật Bản bị đắm tàu. 4 người xuống tàu tại Honolulu. Manjiro Nakahama ở lại trên tàu trở về cùng Whitfield đến Fairhaven, Massachusetts. Sau đó ông đi học ở New England và lấy tên John Manjiro, trở thành thông dịch viên cho Phó Đề đốc Matthew Perry.
- 1850, 17 người sống sót trong một vụ đắm tàu của Nhật Bản đã được một tàu chở hàng Mỹ cứu; Năm 1852, nhóm người này gia nhập đội của Phó Đề đốc Matthew Perry để giúp mở rộng quan hệ ngoại giao với Nhật Bản. Một trong số họ, Joseph Heco (Hikozo Hamada) sau này nhập tịch Hoa Kỳ.
- 1854, Vụ kiện People với Hall là vụ kiện của Tòa án Tối cao California bác bỏ quyền của người nhập cư Trung Quốc và người Mỹ gốc Hoa được làm chứng chống lại công dân da trắng.[7]
- 1861 đến 1865, khoảng 70 người Trung Quốc và Philippines gia nhập Quân đội Liên minh và Hải quân Liên minh trong Nội chiến Hoa Kỳ. Một nhóm ít hơn phục vụ trong các lực lượng vũ trang của Liên bang Hoa Kỳ.
- 1861, bộ trưởng Thomas Lake Harris của Brotherhood of the New Life đến thăm nước Anh, nơi ông gặp Nagasawa Kanaye khi này đã cải đạo. Nagasawa trở về Mỹ cùng Harris và theo anh đến Fountaingrove ở Santa Rosa, California. Khi Harris rời khỏi công xã California, Nagasawa trở thành lãnh đạo và ở đó cho đến khi ông qua đời vào năm 1932.
- 1862, California đánh thuế 2,50 USD một tháng đối với mỗi người đàn ông Trung Quốc.
- 1865, Công ty Đường sắt Trung tâm Thái Bình Dương tuyển dụng công nhân Trung Quốc cho tuyến đường sắt xuyên lục địa từ California đến Utah. Nhiều người thiệt mạng hoặc bị thương trong điều kiện khắc nghiệt khi cho nổ mìn ở địa hình núi non hiểm trở.
- 1869, một nhóm người Nhật xây dựng thuộc địa trang trại tơ lụa và trà Wakamatsu ở Gold Hill, California.
- 1869, Tu chính án thứ mười bốn trao quyền công dân đầy đủ cho mọi người sinh ra ở Hoa Kỳ, bất kể chủng tộc.
- 1877, Denis Kearney tổ chức phong trào chống Trung Quốc ở San Francisco và thành lập Đảng Công nhân California, cáo buộc rằng công nhân Trung Quốc nhận lương thấp hơn, điều kiện kém hơn và làm việc lâu hơn so với mức độ mà công nhân da trắng sẵn sàng chịu đựng.
- 1878, một phán quyết cho rằng người Trung Quốc không đủ điều kiện nhập quốc tịch.
- 1882, Đạo luật Loại trừ Trung Quốc được thông qua cấm người lao động nhập cư từ Trung Quốc, tuy nhiên sinh viên và doanh nhân vẫn được phép đến Mỹ. Nhiều người Trung Quốc nhập cư bằng cách tuyên bố mình khai sinh là người Mỹ.
- 1884, bác sĩ và nhà hoạt động độc lập Philip Jason của Nhà Triều Tiên đã trở thành một trong những người Triều Tiên đầu tiên đến Mỹ. Sau này ông trở thành công dân Hoa Kỳ.
- 1885, Vụ thảm sát Rock Springs ở Wyoming khiến 28 thợ mỏ Trung Quốc thiệt mạng.
- 1887, một tên cướp giết 31 thợ mỏ Trung Quốc ở sông Snake, Oregon.
- 1890, ở Hawai'i, khi đó là một quốc gia độc lập, các đồn điền đường thuê một số lượng lớn người Nhật Bản, Trung Quốc và Philippines. Nhóm người này chiếm đa số trong cơ cấu dân số vào năm 1898.
- 1898, Hawaiʻi gia nhập Hoa Kỳ với tư cách là một lãnh thổ. Hầu hết cư dân là người châu Á và họ nhận được quốc tịch Hoa Kỳ đầy đủ.
- 1898, Philippines gia nhập Hoa Kỳ với tư cách là một lãnh thổ. Cư dân của Philippines được mang quốc tịch (national) Hoa Kỳ nhưng không có tư cách công dân (citizenship).

### Từ 1901 đến 1940
- 1902, Yone Noguchi xuất bản Nhật ký Mỹ của một Cô gái Nhật Bản.
- 1903, Ahn Chang Ho, bút danh Dosan, thành lập Hội Hữu nghị và Hội Tương tế.
- 1904, Lý Thừa Văn (Lee Seung-man/이승만) đến Hoa Kỳ để lấy bằng B.A. tại Đại học George Washington và bằng Tiến sĩ từ Đại học Princeton. Năm 1910, ông trở về Triều Tiên và trở thành một nhà hoạt động chính trị trong thời kỳ Nhật Bản chiếm đóng bán đảo Triều Tiên. Sau đó ông trở thành tổng thống đầu tiên của Hàn Quốc.
- 1906, Hội đồng Giáo dục San Francisco tách riêng học sinh Nhật Bản, nhưng sau đó rút lại quyết định theo yêu cầu của Tổng thống Theodore Roosevelt và sự phản đối của chính phủ Nhật Bản.
- 1907, Hiệp định Quý ông giữa Hoa Kỳ và Nhật Bản cam kết rằng Nhật Bản sẽ ngừng cấp hộ chiếu cho người lao động mới.
- 1910, Đảo Thiên thần ở Vịnh San Francisco mở cửa đón 175.000 người Trung Quốc và 60.000 người Nhật nhập cư từ năm 1910 đến năm 1940.
- 1913, California cấm người nhập cư Nhật Bản ("Issei") mua đất; thay vào đó chỉ có người Nhật sinh ra ở Mỹ và có tư cách công dân ("Nisei") mới được mua đất.
- 1924, Đạo luật Nhập cư Hoa Kỳ năm 1924 (Đạo luật Loại trừ Phương Đông) đã cấm hầu hết những người nhập cư từ Châu Á. Hạn ngạch đối với hầu hết các quốc gia châu Á là 0. Dư luận Nhật Bản phẫn nộ trước sự xúc phạm này.
- 1927, trong vụ án khét tiếng Lum kiện Rice, Tòa án tối cao nhận thấy rằng các bang có quyền xác định học sinh Trung Quốc là không phải người da trắng nhằm mục đích tách họ ra học tại các trường công lập.[8]
- 1930, Bạo loạn chống người Philippines xảy ra ở Watsonville, California. [20]
- 1933, người Philippines nhận phán quyết là không đủ điều kiện nhập quốc tịch, trừ trường hợp nhập cư. Roldan kiện Quận Los Angeles nhận thấy rằng luật chống tội phạm hiện tại của California không cấm các cuộc hôn nhân giữa người da trắng gốc Philippines, nhưng tiểu bang đã nhanh chóng tiến hành sửa đổi luật và ban hành luật này để người Philippines không còn có thể kết hôn với người Da trắng.
- 1935, Đạo luật Tydings-McDuffie trao quy chế "Khối thịnh vượng chung" cho Philippines do đó cho phép người Philippines nhập cư; Philippines dự kiến độc lập vào năm 1946.
- 1940, Lý Tiểu Long sinh ngày 27 tháng 11 năm 1940, tại khu Chinatown của San Francisco, California.

### Từ 1941 đến 1999
- 1941, hải quân Nhật Bản tấn công Trân Châu Cảng; FBI bắt giữ các nhà lãnh đạo cộng đồng thân Nhật Bản ở Hawaii và Mỹ.
- 1941, quân đội Nhật Bản xâm lược Philippines; người Nhật ở Mỹ ủng hộ quân xâm lược
- 1941 đến 1945, phong trào kháng chiến của người Philippines liên kết chặt chẽ với Quân đội Hoa Kỳ, chiến đấu chống lại quân xâm lược Nhật Bản.
- 1942, Tổng thống Franklin D. Roosevelt ký Sắc lệnh 9066 vào ngày 19 tháng 2, ra lệnh bắt giam những người Mỹ gốc Nhật. Hành động này đã khiến hơn 100.000 người gốc Nhật ở Bờ Tây Hoa Kỳ từ bỏ gốc gác; các hành động tương tự cũng diễn ra ở Canada.
- 1943, những người lính Mỹ gốc Nhật từ Hawaiʻi gia nhập Tiểu đoàn 100 của Quân đội Hoa Kỳ đến châu Âu.
- 1944, Tiểu đoàn 100 của Quân đội Hoa Kỳ hợp nhất với những người Mỹ gốc Á xung phong gốc Nhật Bản thuộc Đội chiến đấu của Trung đoàn 442.
- 1946, Đạo luật Luce-Celler trao cơ hội nhập tịch cho người Mỹ gốc Phillipines và người Mỹ gốc Ấn (bao gồm cả Pakistan và Bangladesh ngày nay) và tái thiết lập việc nhập cư từ tiểu lục địa Ấn Độ và Philippines.
- 1947 đến 1989, mối quan tâm mạnh mẽ của Mỹ đối với châu Á trong Chiến tranh Lạnh, đặc biệt là Triều Tiên—Hàn Quốc và Việt Nam.
- 1947, Wataru Misaka, một người Mỹ gốc Nhật là cầu thủ da màu đầu tiên và là người Mỹ gốc Á đầu tiên và là người không phải da trắng đầu tiên thi đấu trong Hiệp hội Bóng rổ Quốc gia (NBA), lúc đó được gọi là Hiệp hội Bóng rổ Hoa Kỳ (BAA)[9] khiến anh trở thành người phá vỡ rào cản sắc tộc trong bóng rổ chuyên nghiệp cùng năm mà cầu thủ bóng chày Jackie Robinson đã làm điều tương tự với bóng chày.
- 1948, các vận động viên lặn Olympic Vicki Draves và Sammy Lee trở thành người Mỹ gốc Á đầu tiên giành huy chương vàng Olympic cho Hoa Kỳ.[10][11]
- 1951, The Gallery of Madame Liu Tsong, bộ phim truyền hình đầu tiên của Mỹ với sự đóng chính của diễn viên người Mỹ gốc Á đóng, được ra mắt trên mạng truyền hình DuMont (hiện đã ngừng hoạt động). Nữ diễn viên chính của bộ phim là Anna May Wong, nữ minh tinh điện ảnh người Mỹ gốc Á đầu tiên và là ngôi sao điện ảnh người Mỹ gốc Hoa đầu tiên.
- 1952, Đạo luật Walter – McCarran vô hiệu hóa tất cả các luật loại trừ người gốc Á của liên bang và cho phép nhập quốc tịch tất cả người châu Á.[12]
- 1956, Dalip Singh Saund (1899–1973) người châu Á đầu tiên được bầu vào Quốc hội; ông là người Sikh đến từ California.
- 1957, người Mỹ gốc Nhật James Kanno được bầu làm thị trưởng Fountain Valley, California.[13]
- 1962, Cầu thủ bóng bầu dục người Mỹ chuyên nghiệp Roman Gabriel, là người Mỹ gốc Á đầu tiên bắt đầu ở vị trí tiền vệ của NFL.
- 1962, Daniel K. Inouye ở Hawaiʻi được bầu vào Thượng viện Hoa Kỳ; ông thắng cử vào các năm 1968, 1974, 1980, 1986, 1992, 1998, 2004 và 2010.
- 1962, Wing Luke người Mỹ gốc Á đầu tiên giữ chức vụ dân cử Hội đồng Thành phố Seattle, tiểu bang Washington.
- 1963, Rocky Fellers, một nhóm nhạc nam người Mỹ gốc Philippines là người Mỹ gốc Á đầu tiên lọt vào bảng xếp hạng Billboard 100. Ca khúc "Killer Joe" đạt vị trí thứ 16 trên Billboard Hot 100 vào tháng 4 năm 1963, vị trí số 1 ở cả New York và Los Angeles, California.
- 1964, Grace Lee Boggs, tác giả và nhà hoạt động xã hội, đã gặp Malcolm X và cố gắng thuyết phục ông ta tranh cử vào Thượng viện Hoa Kỳ nhưng không thành công.
- 1964, Thượng nghị sĩ Hiram Fong của Hawaii trở thành người Mỹ gốc Á đầu tiên tranh cử Tổng thống Hoa Kỳ, với tư cách là một ứng cử viên con trai được yêu thích trong cuộc bầu cử sơ bộ của bang ông. Ông cũng là người đầu tiên từ Hawaii ra tranh cử tổng thống và tái tranh cử vào năm 1968.
- 1965, Yuri Kochiyama, nhà hoạt động nhân quyền và là người bạn lâu năm của Malcolm X, vào ngày 21 tháng 2 năm 1965, ngày X bị ám sát, tại Phòng khiêu vũ Audubon ở Harlem, cô chạy đến chỗ anh ta sau khi anh ta bị bắn và ôm anh ta trong vòng tay của mình như anh ấy nằm hấp hối.
- 1965, Patsy T. Mink ở Hawaiʻi trở thành người phụ nữ da màu đầu tiên được bầu vào Quốc hội.
- 1965, John Wing làm thị trưởng người Mỹ gốc Hoa đầu tiên của Mississippi; ông giữ chức thị trưởng của Jonestown, Mississippi, cho đến năm 1973.
- 1965, Luck Wing phục vụ 4 nhiệm kỳ với tư cách là Thị trưởng của Sledge, một thị trấn nhỏ 600 người ở Mississippi. Wing từng là thị trưởng và đã thay đổi đáng kể cách nhìn về người Mỹ gốc Hoa ở Đồng bằng Mississippi.
- 1965, một nhóm hầu hết là công nhân nông trại người Philippines đình công chống lại những người trồng nho ở California, cuộc đình công nho Delano nổi tiếng được dẫn dắt bởi các nhà hoạt động và tổ chức lao động người Mỹ gốc Philippines nổi tiếng Philip Vera Cruz và Larry Itliong.
- Thập niên 1970 - 1980, những người Mỹ gốc Á đã tạo ra thể loại âm nhạc riêng biệt của riêng họ là nhạc Jazz của người Mỹ gốc Á và phát động một phong trào âm nhạc dựa trên nó.
- 1971, Norman Y. Mineta được bầu làm thị trưởng San Jose, California; trở thành thị trưởng người Mỹ gốc Á đầu tiên của một thành phố lớn của Hoa Kỳ; Herbert Choy đề cử công lý tòa án tối cao.
- 1972, Patsy Mink là đồng tác giả Đạo luật Giáo dục Đại học Sửa đổi Tiêu đề IX và được thông qua vào ngày 23 tháng 6, đạo luật này nhằm cấm phân biệt giới tính trong hệ thống giáo dục Hoa Kỳ hoặc các tổ chức liên bang khác được tài trợ. Cùng năm, Mink cũng trở thành phụ nữ Mỹ gốc Á đầu tiên ra tranh cử Tổng thống Hoa Kỳ, tham gia bầu cử Sơ bộ Dân chủ Oregon.
- 1973, Ruby Chow trở thành người Mỹ gốc Á đầu tiên được bầu vào Hội đồng Quận King ở Tiểu bang Washington.
- 1974, George R. Ariyoshi đắc cử thống đốc Hawaiʻi.
- 1974, Eduardo Malapit được bầu làm thị trưởng Kauai, thị trưởng người Mỹ gốc Philippines đầu tiên tại Hoa Kỳ.
- 1976, Samuel Ichiye (S. I.) Hayakawa ở California và Spark Matsunaga ở Hawaiʻi được bầu làm Thượng nghị sĩ Hoa Kỳ.
- 1978, Ellison S. Onizuka trở thành phi hành gia người Mỹ gốc Á đầu tiên.
- Những năm 1980 đến nay, kể từ những năm 1980, người Mỹ gốc Á đã có những tiến bộ vượt bậc với tư cách là sinh viên và giảng viên trong giáo dục đại học, đặc biệt là ở California. Đã có những cuộc tranh luận gay gắt liên quan đến sự tồn tại của sự phân biệt đối xử với những người châu Á có thành tích cao.
- 1980, Quốc hội thành lập Ủy ban Tái định cư và Giam giữ Thường dân trong thời chiến để điều tra việc bắt giữ của người Mỹ gốc Nhật; năm 1983, báo cáo cho rằng người Mỹ gốc Nhật không phải là vấn đề về an ninh quốc gia.
- 1982, Vincent Chin, một người Mỹ gốc Hoa, bị đánh chết tại Công viên Highland, Michigan gần Detroit. Nơi xảy ra vụ giết người trở thành một điểm họp mặt cho những người Mỹ gốc Á. Vụ giết người của Vincent Chin thường được coi là sự khởi đầu của một phong trào người Mỹ gốc Á đa sắc tộc.
- 1988, Tổng thống Ronald Reagan ký Đạo luật Tự do Dân sự năm 1988 xin lỗi về việc bắt giữ người Mỹ gốc Nhật trong thời chiến và bồi thường 20.000 USD cho mỗi nạn nhân.
- 1989, Michael Chang là người Mỹ gốc Hoa đầu tiên vô địch Pháp mở rộng, và đạt thứ hạng 2 thế giới tốt nhất trong sự nghiệp vào năm 1996.
- 1990, George H.W. Bush đã ký một dự luật được Quốc hội thông qua để kéo dài Tuần lễ Di sản người Mỹ gốc Á lên một tháng; Tháng 5 chính thức được chỉ định là Tháng Di sản người Mỹ gốc Á-Thái Bình Dương 2 năm sau đó.
- 1992, tháng 5 chính thức được chỉ định là Tháng Di sản của người Mỹ gốc Châu Á-Thái Bình Dương.[14]
- 1992, Kim Hae Jong được bầu làm Giám mục của Giáo hội Giám lý Thống nhất; Paull Shin được bầu vào Thượng viện Tiểu bang Washington; Jay Kim trở thành người Mỹ gốc Hàn đầu tiên được bầu vào Quốc hội (CA-41).
- 1993, Bobby Scott được bầu vào Quốc hội từ khu vực quốc hội thứ 3 của Virginia. Scott là người Mỹ gốc Phi và người Mỹ gốc Philippines, và là thành viên đầu tiên của Quốc hội Hoa Kỳ về tổ tiên người Philippines.
- 1994, Ben Cayetano được bầu làm Thống đốc Hawaii, trở thành người Mỹ gốc Philippines đầu tiên được bầu làm thống đốc của một bang.
- 1996, Gary Locke được bầu làm thống đốc bang Washington. Khi ông được bầu vào năm 1995, Locke trở thành người đầu tiên và cho đến nay là người Mỹ gốc Hoa duy nhất giữ chức thống đốc của một tiểu bang, giữ chức vụ này trong hai nhiệm kỳ.
- 1999, Tướng Eric Shinseki trở thành tham mưu trưởng quân đội Hoa Kỳ gốc Á đầu tiên.
- 1999, David Wu được bầu làm Dân biểu cho Quận 1 Oregon.

### Thế kỷ 21
- 2000, Norman Y. Mineta, Hạ nghị sĩ đảng Dân chủ, được Tổng thống Bill Clinton chỉ định là người Mỹ gốc Á đầu tiên được bổ nhiệm vào Nội các Hoa Kỳ; từng làm Bộ trưởng Thương mại (2000–2001), Bộ trưởng Giao thông (2001–2006).
- 2000, Angela Perez Baraquio trở thành người Mỹ gốc Á đầu tiên, người Mỹ gốc Philippines đầu tiên và là giáo viên đầu tiên đăng quang Hoa hậu Mỹ.
- 2001, Elaine Chao được Tổng thống George W. Bush bổ nhiệm làm Bộ trưởng Lao động, nhiệm kỳ đến năm 2009. Bà là phụ nữ Mỹ gốc Á đầu tiên phục vụ trong Nội các.
- 2002, chưa đầy một tháng sau cái chết của Hạ nghị sĩ Patsy Mink, Quốc hội đã thông qua nghị quyết đổi tên Tiêu đề IX thành "Đạo luật Cơ hội Bình đẳng Patsy Takemoto trong Giáo dục".
- 2003, Ignatius C. Wang là giám mục người Mỹ của Giáo hội Công giáo Rôma. Ông từng là Giám mục Phụ tá của Tổng Giáo phận San Francisco từ năm 2002 đến năm 2009.
- 2008, Cung Lê, người Mỹ gốc Việt đầu tiên giành được danh hiệu MMA khi đánh bại Frank Shamrock qua TKO trong Strikeforce.
- 2008, Bruce Reyes-Chow, người Mỹ gốc Philippines và gốc Hoa thế hệ thứ 3, được bầu làm người điều hành 2 triệu thành viên của Giáo hội Trưởng lão (Hoa Kỳ).
- 2009, Steven Chu, người đồng đoạt giải Nobel Vật lý năm 1997, tuyên thệ nhậm chức Bộ trưởng Năng lượng Hoa Kỳ — do đó trở thành người đầu tiên được bổ nhiệm vào Nội các Hoa Kỳ sau khi đoạt giải Nobel. Ông cũng là người Mỹ gốc Hoa thứ hai trở thành thành viên Nội các (sau Elaine Chao).
- 2009, Cao Quang Ánh, đảng viên Đảng Cộng hòa, là người Mỹ gốc Việt đầu tiên và là người sinh ra ở Việt Nam được bầu vào Hạ viện Hoa Kỳ, từ khu dân biểu số 2 của Louisiana; ông đã bị đánh bại khi tái tranh cử vào năm 2010.
- 2009, Judy Chu là phụ nữ Mỹ gốc Hoa đầu tiên được bầu vào Quốc hội Hoa Kỳ.
- 2009, Gary Locke được Tổng thống Obama bổ nhiệm làm Bộ trưởng Thương mại.
- 2009, Tiến sĩ Jim Yong Kim được bổ nhiệm làm Hiệu trưởng của Đại học Dartmouth, trở thành hiệu trưởng người Mỹ gốc Á đầu tiên của một trường Ivy League.
- 2010, người nhập cư từ châu Á đã vượt qua nhập cư từ Mỹ Latin. Nhiều người trong số họ được các công ty Mỹ tuyển dụng từ các trường đại học ở Ấn Độ, Trung Quốc và Hàn Quốc.
- 2010, Daniel Inouye tuyên thệ nhậm chức Chủ tịch Thượng viện tạm quyền Hoa Kỳ, đưa ông trở thành chính trị gia người Mỹ gốc Á cấp cao nhất trong lịch sử Hoa Kỳ.
- 2010, Far East Movement là ban nhạc người Mỹ gốc Á thứ hai đứng đầu bảng xếp hạng Billboard 100, chỉ đứng sau Rocky Fellers với ca khúc "Like a G6". Bài hát đã đứng đầu trong hai tuần riêng biệt vào tháng 11 năm 2010.
- 2010, Jeremy Lin là người Mỹ gốc Đài Loan đầu tiên trở thành cầu thủ NBA. Lin là một cầu thủ bóng rổ ngôi sao của Đại học Harvard và xuất sắc tại các đội hình dự bị NBA. Lin hiện là cầu thủ của Santa Cruz Warriors của NBA G League.
- 2010, Jean Quan được bầu làm Thị trưởng Oakland, California. Quan là người phụ nữ Mỹ gốc Á đầu tiên được bầu làm thị trưởng của một thành phố lớn của Mỹ. Quan là thị trưởng người Mỹ gốc Á đầu tiên của Oakland.
- 2010, Ed Lee được bổ nhiệm làm Thị trưởng San Francisco, California.
- 2010, Ed Wang là cầu thủ Trung Quốc không lai đầu tiên được nhập tịch và chơi ở NFL.
- 2011, Gary Locke trở thành Đại sứ Hoa Kỳ tại Cộng hòa Nhân dân Trung Hoa.
- 2013, Nina Davuluri trở thành người Mỹ gốc Á thứ hai và người Mỹ gốc Ấn đầu tiên đăng quang ngôi vị Hoa hậu Mỹ. Cô là người Mỹ gốc Á thứ hai sau Angela Perez Baraquio vào năm 2000.
- 2015, Bobby Jindal, Thống đốc bang Louisiana (2008 - nay), trở thành người Mỹ gốc Ấn đầu tiên tranh cử Tổng thống Hoa Kỳ, và là người Mỹ gốc Á đầu tiên thực hiện chiến dịch toàn quốc nhằm tranh cử chức Tổng thống Hoa Kỳ.
- 2016, Kamala Harris được bầu vào Thượng viện Hoa Kỳ từ California, và là người Mỹ gốc Ấn đầu tiên giữ chức vụ Thượng nghị sĩ Hoa Kỳ.
- 2016, Tổng thống đắc cử Donald Trump thông báo ý định đề cử Nikki Haley làm Đại sứ Hoa Kỳ tại Liên Hợp Quốc. Haley được xác nhận vào tháng 1 năm 2017 và là người Mỹ gốc Á và người Mỹ gốc Ấn đầu tiên đảm nhiệm cương vị Đại sứ Liên Hợp Quốc.
- 2017, Elaine Chao được Tổng thống Donald Trump bổ nhiệm giữ chức Bộ trưởng Giao thông.
- 2018, Noel Francisco được Tổng thống Donald Trump bổ nhiệm giữ chức vụ Solicitor General.
- 2019, Kamala Harris trở thành phụ nữ Mỹ gốc Ấn đầu tiên vận động tranh cử cho Hoa Kỳ.
- 2021, Kamala Harris tuyên thệ nhậm chức Phó Tổng thống, bà là người Mỹ đa chủng tộc, người Mỹ gốc Ấn, người Mỹ gốc Á, người Mỹ gốc Phi và phụ nữ đầu tiên giữ chức vụ này.[15][16]